# Arsinoé III
Pour les articles homonymes, voir Arsinoé.
Arsinoé III est une reine de l’Égypte antique de la dynastie lagide, née en 244 av. J.-C. de Ptolémée III Évergète Ier  et de Bérénice II de Cyrène. Elle épouse en 220 son frère Ptolémée IV Philopator et lui donne un fils, Ptolémée V Épiphane, qui se marie à Cléopâtre Ire, fille d'Antiochos III, roi séleucide.

## Généalogie
Ptolémée IV Philopator est secondé par un Grec du nom de Sosibios qui avait déjà servi son père. Sur ses conseils ainsi que ceux de sa maîtresse Agathocléa, il fait assassiner sa mère Bérénice II, son frère Magas ainsi que son oncle Lysimaque, épargnant Arsinoé qui devient ainsi sa complice.
Elle meurt assassinée en 204, un an après son mari, victime d'une conspiration préparée par son conseiller Agathocle et sa sœur Agathocléa, première concubine du roi, et perpétrée par les favoris de son fils Ptolémée V, âgé de six ans.

## Littérature
- Olivier Gaudefroy, Les Cendres d'Arsinoé, Le Lamantin, 2010.